# Anne-Lise Bakken
Anne-Lise Bakken (født 30. marts 1952 i Oslo) er en norsk politiker (Ap). I perioden 1977 til 1989 repræsenterede Bakken Hedmark i Stortinget, med undtagelse af en periode fra 1986 til 1988 hvor hun var minister i Gro Harlem Brundtlands anden regering.
I perioden 1977-1981 var Bakken også næstformand i AUF. Hun var Hamar Arbeiderpartis borgmesterkandidat ved kommune- og fylkestingsvalget i Norge i 2007.
Bakken sidder i dag i Hamar formandskab og har en række andre poster, blandt andet er hun bestyrelsesformand i Hedmark Teater.

## Ekstern henvisning
- Stortinget.no – Biografi